# 克莱县 (亚拉巴马州)
克莱县（英語：Clay County）是位于美国亚拉巴马州东部的一个县，县治阿什兰。根据美国人口普查局2020年统计，共有人口14,236人；其中白人約占82.62%、非裔占15.7%。